# Кукушка българска православна община
 Тази статия е за православната община.  За униатската вижте Кукушка българска униатска община.  
Кукушката българска православна община е гражданско-църковно сдружение на българите екзархисти в Кукуш, Османската империя, съществувало до 1913 година, когато е закрита след Междусъюзническата война от новите гръцки власти.

## История
Кукушката българска община е резултат от борбата за българска църковна независимост и репресиите от гръцкия владика. Общината е втората българска институция в града след откриването на българско училище от Димитър Миладинов и Райко Жинзифов в 1857 година.
На 30 април 1859 година издаваният в Нови Сад вестник „Сръбски дневник“ пише:
| „ | Точно поради гръцката пропаганда и злоупотребите на гръцките владици, се будят западните българи. Гърците искаха да погърчат българите в Македония и то посредством училищата; това донякъде им се отдаде, защото спечелиха много българи на своя страна. Но сега против погърчването българите имат ограда в лицето на своите училища и вече започват да палят гръцките книги, както по-рано гърците горяха българските. Притискайки народа, фанарнотските владици, го накараха да отвори очи. Много българи на Кукушка [епархия] са тръгнали за Цариград да се оплачат от злоупотребленията на тамошния гръцки владика; покрай другото корят лошото му поведение. | “ |

През периода на църковните борби кукушката община се ръководи от 12-членен съвет. По думите на Кузман Шапкарев тя е „под мнимото председателство“ на поп Йован Васков, а всъщност под действителното ръководство на Нако С. Станишев. Всяка година половината членове на общината се сменят с нови – млади, защото според Нако трябва така постепенно всички граждани да се упражнят в управлението на общинските работи. Той е единственият несменяем член. Дейността им е описана от Кузман Шапкарев така:
| „ | Чудни беха, казвам, деятелността, усърдието и умелостта на Кукушката тогавашна община. Тя никой случай не пропущаше, от който би могла да ползува народното дело: нищо не щадеше, ни имот, ни труд, ни спокойствие; нощем на полнощ, ако би се представила нужда, събираше се на заседание и цели нощи заседаваше, за да извърши каквото би било нужно. Но нейните дебати по каквито и да било въпроси бяха кратки; формалности никакви, а само вършене работа; представеше ли се въпрос за разрешение, предлагаше се от председателя; разменваха се две-три мнения, и решението незабавно последваше, без никакви каприции от страна на някого да се появят. Пълно съгласие владееше между членовете на общината. Но каква е днешната Кукушка община, сравнявана с тогавашната? – Далеч една от друга! Но тогава беше Нако, а сега го няма. Имаше ли Нако, имаше община, имаше Кукуш, имаше кукушка народна работа, кукушка слава! | “ |

В началото на 1874 година шест общини (Солунска, Дойранска, Воденска, Кукушка, Струмишка и Малешевска) въстават против Екзархията. Три от тях (Солунска, Воденска и Кукушка) поискали от Екзархията върху пределите им да бъде учредена нова самостоятелна епархия с център Кукуш, а епископ Нил Изворов да стане неин митрополит. След получения отказ от страна на Екзархията, общините се решили на крайни действия. Те се обърнали към английския консул, за да бъдат приети в Англиканската църква начело със своя епископ. След отказа на англичаните те се обръщат към епископ Рафаил Попов, глава на Българската униатска църква, който отговорил положително на тяхното питане за възможно присъединяване към Рим. Това става след преговори с Изворов и след писменотото му заявление за готовност за присъединяването му към унията. Униатите в града, начело с владиката Епифаний Шанов, държат двете големи църкви „Свети Георги“ и „Света Богородица“, а за православните остава малката „Свети Атанасий“. В ръцете на униятите минава и училищното здание, което принуждава православните да окупират епископския дом на изгонения през 1879 година владика Мелетий и там се нанася българското екзархийско училище до построяването на великолепно ново училищно здание. В българското начално училище преподават Гоце Вангелов, Гоце Делииванов и Гоне (Гоце) Ковачев, учили в Първа софийска мъжка гимназия и Христо Хърсовски. В класното – Христо Бучков турски и френски, поп Атанас от Охрид история и география, Туше Делииванов български език, Христо Тенчов аритметика, Петър Мавродиев естествена история.
В учебната 1892/1893 година учители в Кукуш са свещеник Анастас Кръстев, председател на общината, Петър (Туше) Делииванов, главен учител, Гоце Вангелов, Иван Манолов, Петър Гутев, Порфирий Шайнов, Екатерина Михайлова, Мария Златарова.
Председатели на общината през 90-те години на XIX век са свещеник Анастас Кръстев (1892 – 1893), йеромонах Методий (около 1896 и 1897 година), свещеник Григор К. Алексиев (около 1898 година), а след това Антим Върбанов, Неофит Скопски (1901 – 1903), отново Антим Върбанов, Дим. Константинов и други.
Членове на общината в 1897 година са йеромонах Методий (председател), свещеник Н. Христов, свещеник Стою Стилков, свещеник Стойко Трайков, Димитър Кушувалиев, Мито Т. Палазов, Ив. Н. Янов, Танчо п. Георги, Михаил х. Динев, Никола Сакъов, Тенчо Д. Кукударов, Ат. Ильов, Георче п. Костов и др.

## Председатели на общината и архиерейски наместници
| Име                           | Години                  |
| ----------------------------- | ----------------------- |
| поп Йован Васков              | 50-те години на XIX век |
| свещеник Анастас Кръстев      | 1883 – 1894             |
| йеромонах Методий Щерев       | 1895 – 1897             |
| свещеник Григор К. Алексиев   | 1898 –                  |
| свещеник Антим Върбанов       |                         |
| архимандрит Неофит Скопски    | 1901 – 1904             |
| свещеник Антим Върбанов       | докъм 1908              |
| свещеник Димитър Константинов | 1911                    |
| иконом Григорий Попдимитров   | 1913                    |

## Галерия
Писма на председатели и дейци на общината до българския екзарх Йосиф I във връзка с борбата за възвръщане на отнетите ѝ от униатите имоти (църкви, училища, църковни имоти).
- Писмо на председателя йеромонах Методий, 9 ноември 1896 (с. 1)
- Писмо на председателя йеромонах Методий, 9 ноември 1896 (с. 2)
- Писмо на Константин Попгутов, 20 ноември 1896
- Писмо на председателя Григор К. Алексиев, 29 септември 1898 (с. 1)
- Писмо на председателя Григор К. Алексиев, 29 септември 1898 (с. 2)
- Писмо на председателя Григор К. Алексиев, 29 септември 1898 (с. 3)
- Писмо на председателя Григор К. Алексиев, 29 септември 1898 (с. 4)
- Ведомост за заплатите на кукушкия архиерейски наместник свещеник Дим. Константинов, октомври 1911 г., с. 2

- Ведомост за заплатите на учителите в кукушкото трикласно и основно училище за януари, февруари и март 1912 год.